# Iguanodectes adujai
Iguanodectes adujai es una especie de peces de la familia Characidae en el orden de los Characiformes.

## Morfología
Los machos pueden llegar alcanzar los 6,2 cm de longitud total.

## Hábitat
Vive en zonas de clima tropical.

## Distribución geográfica
Se encuentra en Sudamérica en los Ríos  Negro  y Orinoco.